# Partito della Patria (Turchia)
Il Partito della Patria (in turco Memleket Partisi) è un partito politico della Turchia fondato il 17 maggio 2021 da Muharrem İnce, ex candidato del Partito Popolare Repubblicano (CHP) alle elezioni presidenziali del 2018. Il partito è nato come movimento sociale (Movimento della Patria) nel settembre 2020, due anni dopo le elezioni. Si è separato dal CHP dopo che İnce non è riuscito a scalzare il leader del CHP Kemal Kılıçdaroğlu dalla sua posizione. İnce fu anche incoraggiato a fondare un partito durante la sua campagna per il Movimento per la Patria. Il partito è visto in gran parte come un movimento di protesta contro la leadership consolidata del CHP, che ha rifiutato di dimettersi nonostante le sconfitte elettorali consecutive ed è stata accusata da İnce di essersi allontanata dai valori fondamentali kemalisti del CHP. Ha due seggi nella Grande Assemblea Nazionale.

## Storia

### Movimento per la patria
Il Movimento per la Patria è stato fondato da Muharrem İnce a Sivas il 4 settembre 2020, in occasione dell'anniversario del Congresso di Sivas, con il motto "Movimento per la Patria entro mille giorni" (Bin Günde Memleket Hareketi). İnce ha dichiarato che l'obiettivo del movimento durante la sua fondazione era "...non un movimento di opposizione intrapartitica, stiamo offrendo un'alternativa alla Turchia. La Turchia ha bisogno di riunirsi e di condividere. Il nome del movimento che abbiamo iniziato oggi è "Patria entro 1000 giorni".

### Trasformazione in Partito
Muharrem İnce, l'8 dicembre 2020, ha dichiarato che avrebbe lasciato il CHP, di cui era membro dal 1992, e che il Movimento della Patria sarebbe stato registrato come partito politico. Il nome e il logo del partito sarebbero stati resi pubblici da lui stesso in una futura conferenza stampa. İnce ha iniziato un ritiro precampionato di tre giorni a Nevşehir il 25 gennaio 2021 con una squadra composta da 80 persone e ha dichiarato: "Abbiamo accettato all'unanimità la costituzione del nostro partito".
Muharrem İnce ha dichiarato che la richiesta di fondazione del partito sarebbe stata consegnata al Ministero degli Interni nell'aprile 2021. Alla fine è stato fornito prima del previsto, il 17 maggio, quando il partito è stato ufficialmente fondato. Al momento della costituzione, tre membri del Parlamento del CHP hanno aderito al partito. Uno di loro si è poi dimesso dal partito divenendo indipendente.
Nel febbraio 2023, Muharrem İnce ha annunciato che il Partito della Patria stava discutendo un'alleanza elettorale con il Partito della Sinistra Democratica, il Partito della Vittoria, il Partito della Verità e il Partito della Giustizia per le elezioni generali turche del 2023.  Il 6 marzo 2023, Ince ha abbandonato le trattative per l'alleanza a quattro inviando un messaggio al loro gruppo WhatsApp.
Muharrem İnce ha annunciato la sua candidatura alle elezioni presidenziali previste per il 14 maggio 2023. Affinché la candidatura di İnce fosse ufficializzata,  tra il 22 e il 27 marzo 2023 dovevano essere raccolte le firme di centomila elettori. İnce ha superato le centomila firme Il 25 marzo 2023. Ince si è ritirato dalle elezioni presidenziali l'11 maggio, a 3 giorni dal voto, destando molto stupore nell'opinione pubblica, sia per un video hard (poi dimostratosi un falso) con cui sarebbe stato ricattato e sia per il fatto che la sua candidatura sarebbe andata a togliere dei voti a Kemal Kılıçdaroğlu, e quindi con l'esclusione di Ince ci sarebbe stata più probabilità di essere eletto per il candidato leader del CHP.